# كينيث فرانكلين
كينيث فرانكلين (بالإنجليزية: Kenneth Franklin)‏ هو عالم فلك أمريكي، ولد في 25 مارس 1923 في ألاميدا في الولايات المتحدة، وتوفي في 18 يونيو 2007 في بولدر في الولايات المتحدة.